# Baldwin (Illinois)
Baldwin è un comune degli Stati Uniti d'America, situato in Illinois, nella Contea di Randolph.